# Lotilia
A Lotilia a csontos halak (Osteichthyes) főosztályának a sugarasúszójú halak (Actinopterygii) osztályába, ezen belül a sügéralakúak (Perciformes) rendjébe, a gébfélék (Gobiidae) családjába és a Gobiinae alcsaládjába tartozó nem.

## Rendszerezés
A nembe az alábbi 2 faj tartozik:
- Lotilia graciliosa Klausewitz, 1960 - típusfaj
- Lotilia klausewitzi Shibukawa, Suzuki & Senou, 2012